# Shinsuke Kashiwagi
Shinsuke Kashiwagi (jap. 柏木 真介 Kashiwagi Shinsuke) (ur. 22 grudnia 1981 w Obihiro) – japoński koszykarz, grający na pozycjach rozgrywającego lub rzucającego obrońcy, reprezentant kraju, obecnie zawodnik Niigata Albirex BB.

## Osiągnięcia
Stan na 21 stycznia 2020, na podstawie, o ile nie zaznaczono inaczej.
Drużynowe
- Mistrz Japonii (2008, 2009, 2013, 2015)
- Wicemistrz Japonii (2010, 2012, 2016)
- Zdobywca Pucharu Cesarza (2011)

Indywidualne
- MVP:
  - ligi japońskiej (2008)
  - finałów ligi japońskiej (2008)
- Debiutant roku ligi japońskiej (2005)
- Zaliczony do I składu ligi japońskiej (2007, 2008, 2011, 2012)
- Uczestnik meczu gwiazd ligi japońskiej (2005/2006, 2006/2007, 2007/2008, 2008/2009, 2009/2010, 2010/2011)
- Lider ligi japońskiej w:
  - asystach (2010)
  - przechwytach (2011)

Reprezentacja
- Uczestnik:
  - mistrzostw:
    - świata (2006 – 20. miejsce)
    - Azji (2005 – 5. miejsce, 2007 – 8. miejsce, 2009 – 10. miejsce, 2011 – 7. miejsce)

  - igrzysk azjatyckich (2006  – 6. miejsce)